# 권경숙 (1927년)
권경숙(1927년 9월 26일~2024년 6월 16일)은 대한민국의 조각가 권진규의 여동생이다. 그는 권진규의 생전 그의 곁을 지키다 권진규가 “작품과 사후 처리를 맡긴다”는 말을 남기고 숨진 이후 작업실을 보존하며 작품을 관리하고 작가를 알리는 데 힘써 왔다. 일본까지 건너가 작품을 구입하는 등 권진규의 작품을 모으고 보존하는 데 큰 역할을 했다., 차남 허경회는 권진규기념사업회의 대표이다. 3남 허명회는 고려대학교 통계학과 명예교수이다. 2022년 필즈상(Fields medal) 수상자 허준이는 권경숙의 친손자이다. 